# Invito ad una sparatoria
Invito a una sparatoria (Invitation to a Gunfighter) è un film del 1964 diretto da Richard Wilson.
È un film western statunitense con Yul Brynner, Janice Rule e George Segal.

## Trama
Nuovo Messico, 1865. Nel corso della guerra di secessione americana, il giovane Matt Weaver ha lasciato la sua fattoria per arruolarsi nell'esercito sudista. Al ritorno ha due brutte sorprese: la fattoria è stata posta in vendita come bene di un ribelle dal banchiere Sam Brewster, di fatto proprietario di quasi tutta la cittadina, e la fidanzata Ruth, anziché attenderlo, ha sposato il giovane Crane Adams, anche lui reduce dalla guerra di secessione ma militante nell'esercito dell'Unione, che in guerra ha perso un braccio ed ora lavora nell'emporio cittadino, anch'esso di Brewster. Nel tentativo di entrare in quella che era la sua fattoria, Matt viene aggredito dal nuovo proprietario e, per difendere la propria vita, lo uccide, asserragliandosi poi dentro la fattoria stessa. Siccome in paese nessuno ha il coraggio di affrontare Matt, Brewster, che nella confisca della fattoria di Matt ha avuto il proprio interesse, manda Crane a cercare un pistolero che, dietro compenso, faccia fuori Matt. Il pistolero è il creolo Jules Gaspard d'Estaing, proveniente da New Orleans. Questi decide di attendere che Matt venga in paese per rifornirsi di munizioni e a questo scopo si trasferisce dall'unico Hotel cittadino nella stanza  degli ospiti dell'appartamento che sta sopra l'emporio ed è abitato da Crane e Ruth. L'attesa è stancante e Jules apprende rapidamente i caratteri di chi lo ospita: Crane, divenuto un alcolizzato (la perdita del braccio gli impedisce di suonare il piano come faceva prima della guerra) e Ruth, che lo ha sposato per compassione. Matt compare una notte nell'emporio per sottrarre le munizioni di cui necessita e viene sorpreso da Ruth ed entrambi da Jules, che tuttavia lascia rientrare Matt nella sua fattoria-rifugio fingendo di mancarlo quando gli spara. Anche Jules si è innamorato di Ruth, alla quale propone di seguirlo lasciando il marito. Ruth è indecisa e Jules capisce che è ancora innamorata di Matt, per cui, la mattina successiva, si ubriaca prendendosela con tutti e fracassando parecchie strutture in legno degli esercizi commerciali sulla via principale. Intanto i maggiorenti del paese non ne vogliono più sapere del pistolero e costringono Brewster a restituire la proprietà della fattoria a Matt, invitandolo a liberarli di Jules. Finale a sorpresa.

## Produzione
Il film, diretto da Richard Wilson su una sceneggiatura di Alvin Sapinsley, Elizabeth Wilson e Richard Wilson e un soggetto di Hal Goodman e Larry Klein, fu prodotto dallo stesso Richard Wilson per la Hermes Productions, la Larcas Productions e la Stanley Kramer Productions e girato negli Universal Studios a Universal City in California.

## Distribuzione
Il film fu distribuito negli Stati Uniti dal 14 ottobre 1964 al cinema dalla United Artists con il titolo Invitation to a Gunfighter.
Alcune delle uscite internazionali sono state:
- in Finlandia il 25 dicembre 1964 (Haaste revolverisankarille)
- in Germania Ovest il 25 dicembre 1964 (Treffpunkt für zwei Pistolen)
- in Turchia nel novembre del 1966 (Kahraman silahsör)
- in Brasile (Convite a Um Pistoleiro)
- in Portogallo (Convite a Um Pistoleiro)
- in Ungheria (Bandita kerestetik)
- in Spagna (Invitación a un pistolero)
- in Danimarca (Invitation til gunfight)
- in Norvegia (Invitt til revolvermann)
- in Francia (Le mercenaire de minuit)
- in Jugoslavia (Poziv revolverasu)
- in Italia (Invito a una sparatoria)

## Promozione
Le tagline sono:
- The cold-blooded killer who terrorized a town!.
- He Kills By Invitation.
- He's A Vicious Killer Who Brings A Terrorized Town To Its Knees!.

## Critica
Secondo il Morandini il film è un «...western ambizioso, verboso, girato prevalentemente in studio" in cui "c'è più Freud che Zane Grey». Il film si pregerebbe di un'ottima suspense, di alcune finezze psicologiche e di un finale a sorpresa. Secondo Leonard Maltin il film soffre di un cast "ampolloso" e di una sceneggiatura verbosa.